# Fanny di Beauharnais
Marie-Anne-Françoise Mouchard, meglio nota come Fanny de Beauharnais (Parigi, 4 ottobre 1737 – Parigi, 2 luglio 1813), è stata una nobildonna, scrittrice e poetessa francese.
Fu madre del politico francese Claude de Beauharnais. Fu la nonna di Stéphanie de Beauharnais, granduchessa di Baden, e attraverso lei è antenata delle attuali ex famiglie reali di Romania e Jugoslavia e delle attuali famiglie reali del Belgio, del Lussemburgo e di Monaco.

## Biografia

### Infanzia
Era figlia del ricevitore generale delle finanze in Champagne, François-Abraham-Marie Mouchard, e di sua moglie Anne-Louise Lazure. 

### Matrimonio

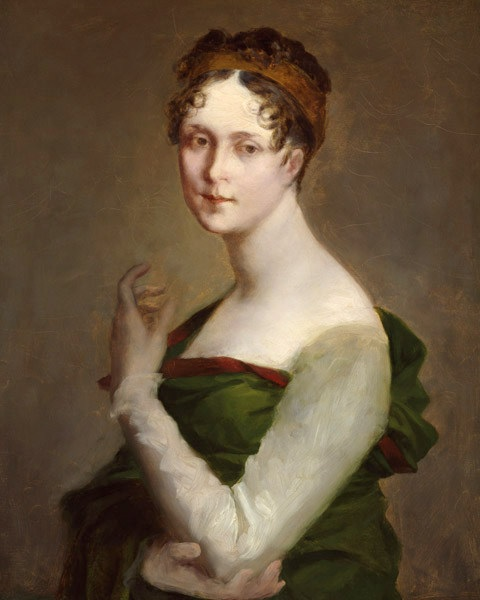
Giuseppina di Beauharnais, ritratta da Pierre-Paul Prud'hon

Sposò in giovane età il conte Claude de Beauharnais, zio di Alexandre de Beauharnais e di François de Beauharnais. Fu la madrina di Hortense de Beauharnais, figlia di Alexandre da parte di Rose de Tascher de la Pagerie, meglio conosciuto dalla storia come "Giuseppina di Beauharnais". 

### Attività letterarie

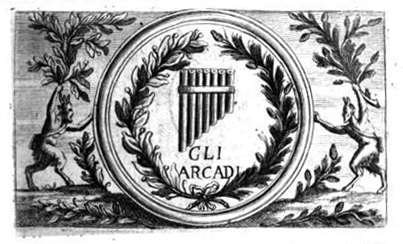
Stemma dell'Accademia dell'Arcadia

Scrisse poesie fin dall'infanzia e, dopo la separazione dal marito, si dedicò alla letteratura, formando un salotto insieme agli amici e figure letterarie Claude Joseph Dorat, Étienne Vigée e Michel de Cubières-Palmézeaux. Il suo salotto divenne una sede sociale, e lei divenne un membro dell'Accademia dell'Arcadia. 
Nel 1787 ha scritto e messo su una commedia di cinque atti in prosa dal titolo La Fausse inconstance, anche se non è stato un successo. Nel 1790 è stata ricevuta nella Accademia delle scienze di Lione. 

### Morte
Fanny de Beauharnias morì il 2 luglio 1813 a Parigi.

## Discendenza
Fanny e il conte Claude de Beauharnais ebbero:
- Claude de Beauharnais (1756–1819), II conte di Roches-Baritaud (1756–1819);
- Françoise de Beauharnais (1757–1822);
- Anne de Beauharnais (1760–1831).

## Opere
- Mélanges de poésies fugitives et de prose sans conséquence'' (Parigi, 1772, 2 vol. in-8º)
- Lettres de Stéphanie, romanzo storico (Parigi, 1773, in-8º)
- l'Abailard supposé, romanzo (Paris, 1780, in-8º)
- l'Île de la Félicité, poema filosofico (1801, in-8º)
- le Voyage de Zizi et d'Azor, poema in 5 libri (1811, in-8º).